# Brusiek
Brusiek (německy Bruschiek) je vesnice v Polsku ve Slezském vojvodství v okrese Lubliniec v gmině Koszęcin.

## Poloha
Vesnice se nachází na trase Tworóg – Koszęcin, má charakter komunikační vesnice. Vesnicí protéká řeka Malá Pěna (Mała Panew), pravý přítok Odry.

## Historie
V 14. století byla ve vesnice kovárna. Vesnice se stala střediskem hutnictví. V roce 1768 zde byla postavena 10 m vysoká pec, vybavené dvěma parními buchary. Vysoká pec byla zbourána v roce 1955. V 18. století zde žilo na 600 obyvatel.
V letech 1975–1998 vesnice byla začleněna pod vojvodství Čenstochovice.
V roce 2011 ve vesnici žilo 68 obyvatel.

## Památky
- Kostel svatého Jana Křtitele v Bruśku byl postaven v 18. století a je filiálním kostelem farnosti Panny Marie ve Fátimě v Kaletach – Drutarni. Kostel je součástí Stezky dřevěné architektury.